# Pikine Ouest
Pikine Ouest ist ein Stadtbezirk der Großstadt Ville de Pikine in der Metropolregion Dakar, gelegen im zentralen Westen Senegals. Die Stadtbezirke von Pikine haben jeweils den Status einer Gemeinde (commune).

## Geografie
Pikine Ouest liegt im Zentrum des Flaschenhalses der Cap-Vert-Halbinsel, begrenzt im Süden von dem Stadtbezirk Dalifort und im Westen und Norden von der Nachbarstadt Guédiawaye. Die Ost-West-Ausdehnung des Bezirks beträgt über drei, die Süd-Nord-Ausdehnung knapp drei Kilometer.
Im Süden folgt die Bezirksgrenze dem Verlauf der N 1. Die Abgrenzung zu den nordöstlich angrenzenden Stadtbezirken Pikine Nord und Pikine Est folgt der Rue PO 02.
Der Stadtbezirk hat eine Fläche von 5,754 km². Damit ist er zwar im Westen der Stadt der flächenmäßig größte Stadtbezirk, jedoch umfasst er vor allem das große Ramsar-Schutzgebiet Grande Niaye de Pikine an der Grenze zum Stadtbezirk Golf Sud der Nachbarstadt Guédiawaye. Bebaubar ist nur eine rund 1,87 km² große und annähernd rautenförmig begrenzte Fläche südöstlich der Feuchtgebiete und diese ist auch vollständig bebaut und dicht besiedelt. Im Feuchtgebiet wurde noch vor der Unterschutzstellung das Städtebauprojekt Technopole verwirklicht. Ferner wurde hier eine Abwasserbehandlungsanlage errichtet.

## Bevölkerung
Die letzten Volkszählungen ergaben für den Stadtbezirk jeweils folgende Einwohnerzahlen:
| Jahr | Einwohner |
| ---- | --------- |
| 1988 | …         |
| 2002 | 44.266    |
| 2013 | 52.154    |
| 2023 | 49.088    |